# Пайндейл (Аризона)
Пайндейл (англ. Pinedale) — переписна місцевість (CDP) в США, в окрузі Навахо штату Аризона. Населення — 482 особи (2020).

## Географія
Пайндейл розташований за координатами 34°19′15″ пн. ш. 110°15′36″ зх. д. / 34.32083° пн. ш. 110.26000° зх. д. (34.320724, -110.259901). За даними Бюро перепису населення США в 2010 році переписна місцевість мала площу 25,07 км², уся площа — суходіл.

## Демографія
Згідно з переписом 2010 року, у переписній місцевості мешкало 487 осіб у 186 домогосподарствах у складі 135 родин. Густота населення становила 19 осіб/км². Було 332 помешкання (13/км²).
Расовий склад населення:
| - 96,7 % — білих - 0,2 % — азіатів - 1,2 % — осіб інших рас |

До двох чи більше рас належало 1,8 %. Частка іспаномовних становила 7,4 % від усіх жителів.
За віковим діапазоном населення розподілялося таким чином: 24,8 % — особи молодші 18 років, 56,7 % — особи у віці 18—64 років, 18,5 % — особи у віці 65 років та старші. Медіана віку мешканця становила 45,4 року. На 100 осіб жіночої статі у переписній місцевості припадало 102,9 чоловіків; на 100 жінок у віці від 18 років та старших — 98,9 чоловіків також старших 18 років.
Середній дохід на одне домашнє господарство становив 60 042 долари США (медіана — 58 534), а середній дохід на одну сім'ю — 70 024 долари (медіана — 63 917). За межею бідності перебувало 30,6 % осіб, у тому числі 56,9 % дітей у віці до 18 років та 0,0 % осіб у віці 65 років та старших.
Цивільне працевлаштоване населення становило 150 осіб. Основні галузі зайнятості: науковці, спеціалісти, менеджери — 41,3 %, виробництво — 29,3 %, публічна адміністрація — 8,7 %, мистецтво, розваги та відпочинок — 8,0 %.